# Słobity
Słobity (niem. Schlobitten) – osada w Polsce, położona w województwie warmińsko-mazurskim, w powiecie braniewskim, w gminie Wilczęta.
W latach 1975–1998 miejscowość administracyjnie należała do województwa elbląskiego. W latach 1818–1975 należała do powiatu pasłęckiego. Znajduje się w regionie historycznym Prusy Górne. 

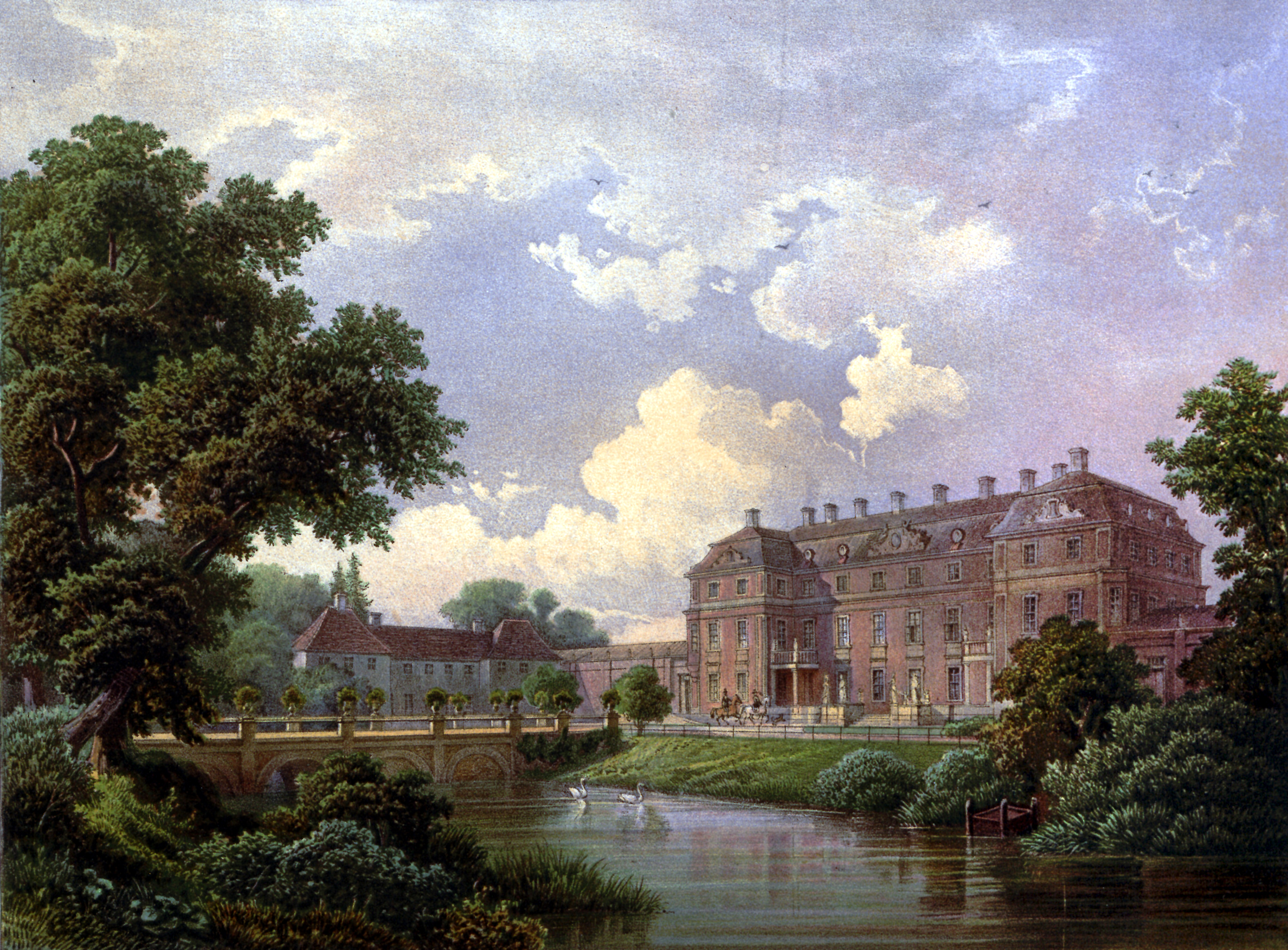
Pałac w drugiej połowie XIX wieku

We wsi ruiny manierystycznego pałacu rodu Dohna-Schlobitten wzniesionego w latach 1622–1624, znacznie rozbudowanego w latach 1696–1723 (m.in. Joachim Ludwig Schultheiß von Unfried). Rezydencja zawierała m.in. dwukondygnacyjną salę balową, apartamenty królewskie (Słobity miały przywilej pałacu królewskiego, w którym monarchowie zatrzymywali się w trakcie podróży).
W marcu 1945 pałac został spalony, a wyposażenie zostało rozkradzione przez żołnierzy armii radzieckiej. Zachowały się tylko mury obwodowe korpusu pałacu i masztalni oraz fragmenty murów galerii bocznych. Zachował się też budynek gorzelni i dwie kordegardy.
Neogotycki kościół ewangelicki z końca XIX w. z wysoką wieżą, w górnej części ośmioboczną, zwieńczoną hełmem wiciowym z pinaklami. Na zewnętrznej ścianie tablica upamiętniająca mieszkańców wsi poległych podczas I wojny światowej, poza napisem przedstawia wizerunek drzewa i leśne zwierzęta.

## Osoby związane ze Słobitami
- Alexander zu Dohna-Schlobitten (1899–1997)